# Entropa

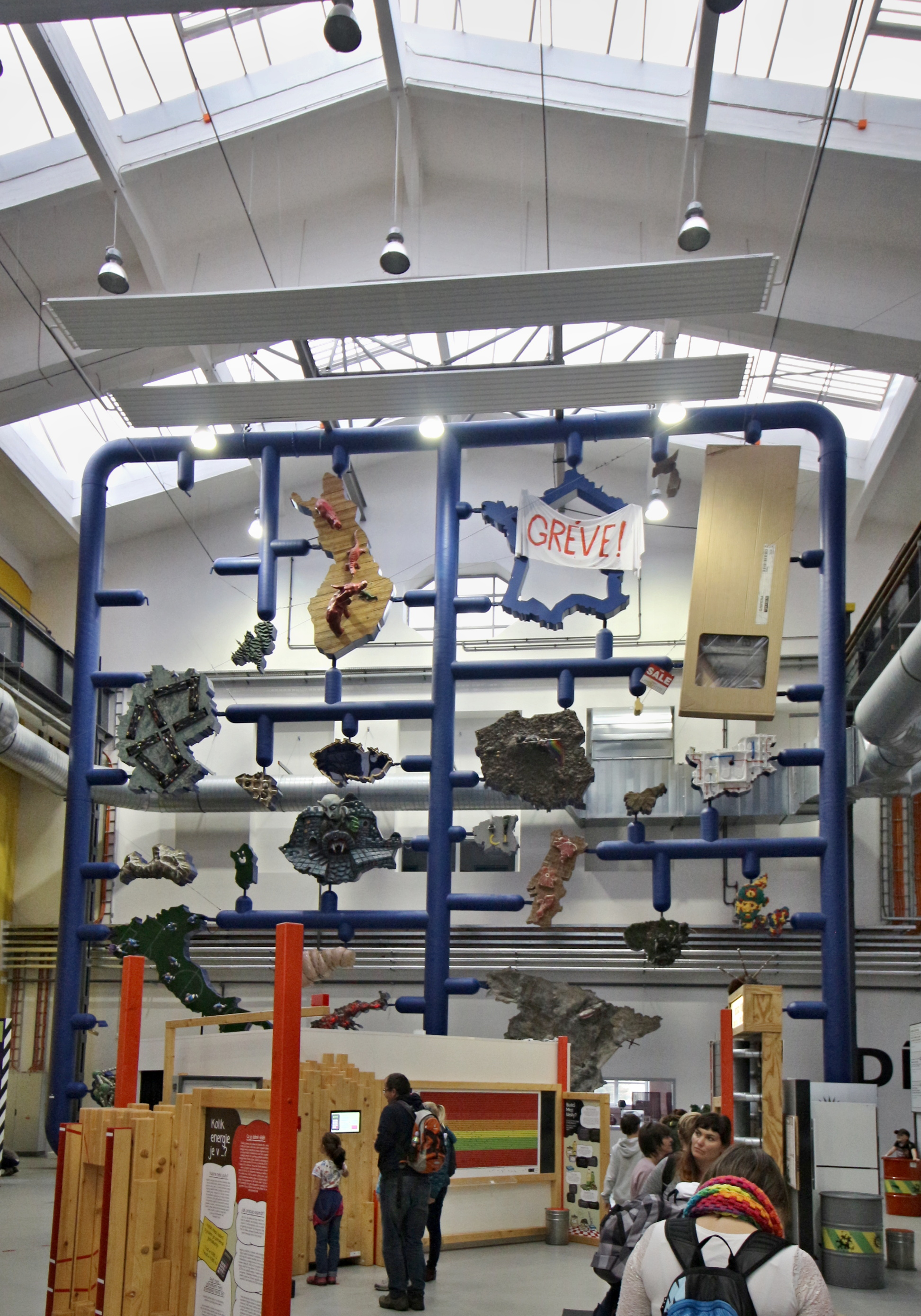
Entropa (2018).

Entropa é uma escultura pós-modernista do artista plástico checo David Černý, que representa cada um dos países membros da União Europeia em 2009 de forma estereotipada e, em alguns casos, polémica. Esta obra foi apresentada em 15 de janeiro de 2009 na sede do Conselho da União Europeia em Bruxelas, aquando da presidência checa no primeiro semestre desse ano.
A escultura permaneceu exposta, como é habitual em cada presidência, no átrio do edifício Justus Lipsius, sede do Conselho, nos seis meses que esta durou.

## Representação dos países
A escultura tinha 8 m de altura por 8 m de comprimento, e lembrava um kit tipo puzzle de modelismo, com os cantos e extremos que unem as diferentes peças (neste caso os países) de cor azul-cobalto. Os 27 países que formam a União Europeia (o lugar que corresponderia ao Reino Unido está vazio) estavam dispostos de forma aleatória e a uma escala constante. Alguns elementos da escultura interagiam com os observadores.
O escultor optou por representar cada país da seguinte forma, partindo do extremo superior esquerdo até ao inferior direito da escultura:
- Reino Unido – um lugar vazio.
- Países Baixos – a parte superior de sete minaretes sobressaindo de um país completamente inundado pelo mar; dos minaretes pode escutar-se o muazzin chamando à oração.
- Finlândia – uma base de tábuas de madeira onde se encontra um caçador e animais exóticos para a fauna finlandesa, um elefante e um hipopótamo.
- França - o contorno da República Francesa oco e coberto com uma faixa branca em que está escrita a palavra "Grève" (greve).
- Chipre – o país cortado em dois.
- Suécia – um avião de caça embrulhado numa grande caixa da loja IKEA.
- Alemanha – um par de autoestradas cuja disposição pode dar uma ligeira ideia de uma suástica, e com automóveis a mover-se pelas autoestradas.
- Bélgica – uma caixa de bombons de chocolate.
- Chéquia – um ecrã de LEDs onde surgem frases do presidente checo Václav Klaus, conhecido pela sua posição eurocéptica.
- Polónia – um grupo de religiosos católicos erguendo heroicamente uma bandeira da comunidade gay sobre um campo de batatas.
- Luxemburgo – uma peça de ouro onde está incrustado um letreiro com as palavras "On Sale" (vende-se) e um número de telefone.
- Eslovénia – uma placa com a inscrição "First tourists came here in 1213" (os primeiros turistas chegaram aqui em 1213).
- Bulgária – um conjunto de retretes turcas de cor branca interligadas por uma série de tubos coloridos.
- Letónia – uma cadeia de montanhas com neve, que contrasta com as reais planícies letãs.
- Malta – uma ilha minúscula com um elefante anão e uma lupa.
- Roménia – uma alegoria de um castelo gótico, cuja porta é uma boca com dentes de Drácula, coroado por uma cabeça de gárgula; o conjunto emite sons arrepiantes esporadicamente.
- Estónia – duas ferramentas elétricas de bricolage, cujos extremos foram substituídos por uma foice e um martelo.
- Portugal – sobre a superfície de uma tábua de madeira para cortar carne estão representadas, em cortes de carne, três antigas colónias portuguesas: Angola, Brasil e Moçambique.
- Hungria – sobre um fundo de pimentos ergue-se uma maqueta que se assemelha ao Atomium de Bruxelas, os eletrões e o núcleo sendo melões e as ligações, salames húngaros.
- Itália – um campo de futebol com jogadores com a camisola característica da seleção italiana de futebol que em vez de levar a bola com os pés, levam-na com as mãos à altura dos genitais, parecendo masturbar-se.
- Eslováquia – desenho incerto que representa um fardo branco ligado irregularmente, podendo tratar-se de um enchido tradicional húngaro ou de um corpo envolto num lençol.
- Grécia – uma paisagem completamente desolada por causa de um incêndio florestal.
- Espanha – a superfície inteira do país como se se tratasse de um cimento (betão), na parte superior com uma cimenteira vermelha e branca.
- Lituânia – réplicas da famosa figura de Manneken Pis com traje de soldado, na fronteira com a Bielorrússia e urinando na direção deste país.
- Dinamarca – a superfície do país coberta por blocos coloridos de LEGO que parecem formar uma das polémicas caricaturas do profeta Maomé.
- Irlanda – gaitas-de-foles tocam a partir da Irlanda do Norte sobre um pântano de cor castanha.
- Áustria – um prado verde com quatro chaminés industriais de centrais atómicas, que fumegam.

Três dias antes da sua apresentação oficial, a escultura foi revelada durante o Conselho da UE para assombro dos ministros, funcionários e jornalistas presentes. Alguns mostraram imediatamente surpresa ou mal-estar ao ver tão provocativa obra, embora original, que se apresentava como um reclame aos temas, preconceitos e estereótipos sobre países da UE. O mesmo governo checo, que foi responsável pela contratação do controverso artista para o projecto de mapa escultórico, colocando como requisito la participação de artistas nativos para cada motivo, ficou estupefacto. David Černý apresentou mesmo assim um folheto onde se pode ler que ele havia sido o curador da obra e que a seu cargo teriam trabalhado 26 artistas, cada um no motivo nacional correspondente. Cada artista explicava brevemente o porquê da sua criação e terminava a sua participação detalhando o seu currículo.
Em pouco tempo fizeram-se sentir os primeiros sinais de mal-estar, tanto de funcionários como da imprensa internacional e dos países envolvidos. Especialmente o governo búlgaro pediu explicações ao embaixador checo neste país sobre o insolente motivo de representar a Bulgária como uma enorme retrete turca. Na Eslováquia também a controvérsia alcançou níveis políticos. Ambos os governos solicitaram a retirada da escultura.
A polémica aumentou, quando em 14 de janeiro, um dia antes da apresentação oficial, veio a saber-se que Černý tinha enganado todos: ele fez a obra com a ajuda de dois artistas amigos, toda a informação do folheto redigida pelo próprio e que nenhum dos 26 escultores nacionais existia.
Porém, os responsáveis da presidência checa decidiram apresentar a obra em que tinham investido cerca de 50 000 euros, alegando o respeito pela liberdade de expressão, e pediram desculpa aos países afectados, oferecendo-lhes trocar os motivos mais polémicos no caso de tal ser solicitado pelos países afectados. O autor desculpou-se apenas por ter ofendido algumas nações com a sua criação artística que não foi criada com o intuito de insultar ninguém, mas de ressaltar o negativo que pode resultar dos estereótipos, neste caso dos nacionais. A obra foi recebida finalmente, embora sob polémica e controvérsia, com expectativa e aplausos.
O governo da Bulgária pediu oficialmente que se retirasse o desenho da sua representação na escultura, ao não considerá-lo representativo do país, mas antes ofensivo e de mau gosto. A presidência checa ofereceu-se para retirar o motivo ou ocultá-lo e o governo búlgaro escolheu esta última opção e desde 19 de janeiro a escultura aparece com um pano negro cobrindo o motivo búlgaro.